# Шпаргалка

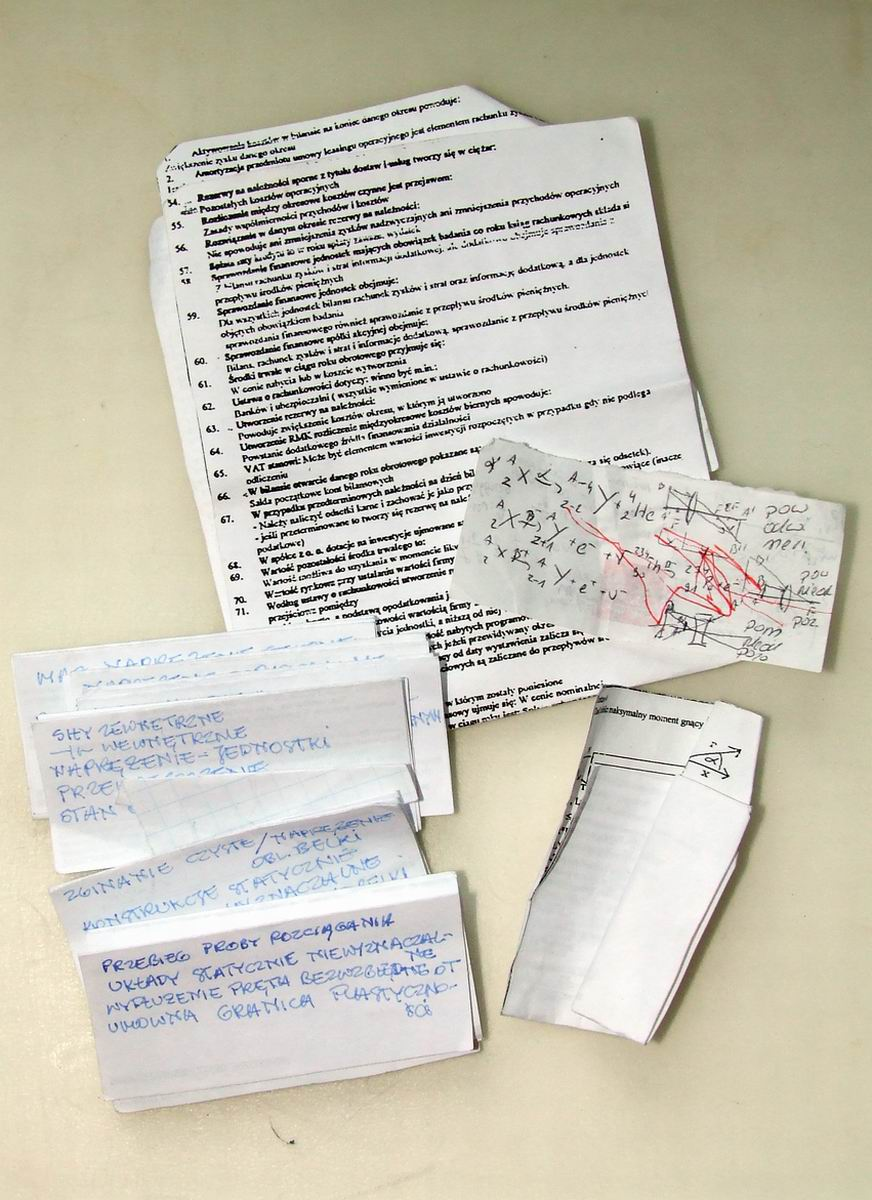

Шпарга́лка (також розм. шпора) — неофіційний документ, який часто в скороченому виді подає основні дані з будь-якого предмету. Створюється особою, що навчається (учень, студент).
Шпаргалка (в значені підказка) — це також, записаний заздалегідь текст публічного виступу. Часто учні/студенти користуються шпаргалкою потай від учителя (екзаменатора).

## Походження
Походження слова «шпаргалка» пов'язане зі шкільним спілкуванням, «шпаргалки» у множині — «непотрібні речі, мотлох, барахло»[джерело?]. У словнику М. Фасмера вказується його спорідненість із жартівливим українським словом шпаргал — «старий, пописаний папірець», яке прийшло через польське szpargaɫ, що означає те саме (відомо з XVII ст.), можливо, від латинського слова sparganum «пелюшка», яке походить з грец. σπάργανον (sparganon).